# Gelis povolnyi
Gelis povolnyi är en stekelart som beskrevs av Sedivy 1968. Gelis povolnyi ingår i släktet Gelis och familjen brokparasitsteklar. Inga underarter finns listade i Catalogue of Life.